# Marracín de Abaixo
Marracín de Abaixo es una aldea española del municipio de Lousame, La Coruña, Galicia. Pertenece a la parroquia de Tállara. En 2021 tenía una población de 59 habitantes (31 hombres y 28 mujeres).
Está situada en el suroeste del municipio a 62 metros sobre el nivel del mar y a 3,4 km de la cabecera municipal. Las localidades más cercanas son Marracín de Arriba, Figueiroa, Maxide y Outeiro.